# Stade Cuscatlán
 (avril 2025).
Si vous disposez d'ouvrages ou d'articles de référence ou si vous connaissez des sites web de qualité traitant du thème abordé ici, merci de compléter l'article en donnant les références utiles à sa vérifiabilité et en les liant à la section « Notes et références ».
L'Estadio Cuscatlán est un stade de football situé dans la ville de San Salvador au Salvador. Inauguré en 1976, il peut accueillir 53 400 spectateurs, ce qui en fait le plus grand stade en Amérique centrale et dans les Caraïbes.
Le stade est rénové en 1997 et d'autres travaux ont été réalisés en 2007, 2008 et plus récemment en 2015 avec le changement de couleurs des sièges.

## Histoire
La nécessité de construire un grand stade moderne au Salvador est apparu en septembre 1969 et en mars 1970, une société, l'EDESSA est créé. Les travaux de construction, dans la partie sud de San Salvador, débutent le 16 avril, 1971 et la pose de la première pierre par le Président de la République Fidel Sanchez Hernandez.
L'ouverture du stade a lieu le 24 juillet 1976, nommé Estadio Monumental Cuscatlan après une consultation publique, avec une rencontre opposant le club allemand du Borussia Mönchengladbach à l'équipe nationale salvadorienne et remportée deux buts à zéro par les Allemands devant 55 000 spectateurs.
Le stade est le plus grand stade en Amérique centrale et dans les Caraïbes. Le 1er avril 2008, un affichage LED 50 m² HD est installé.

## Installations et capacités

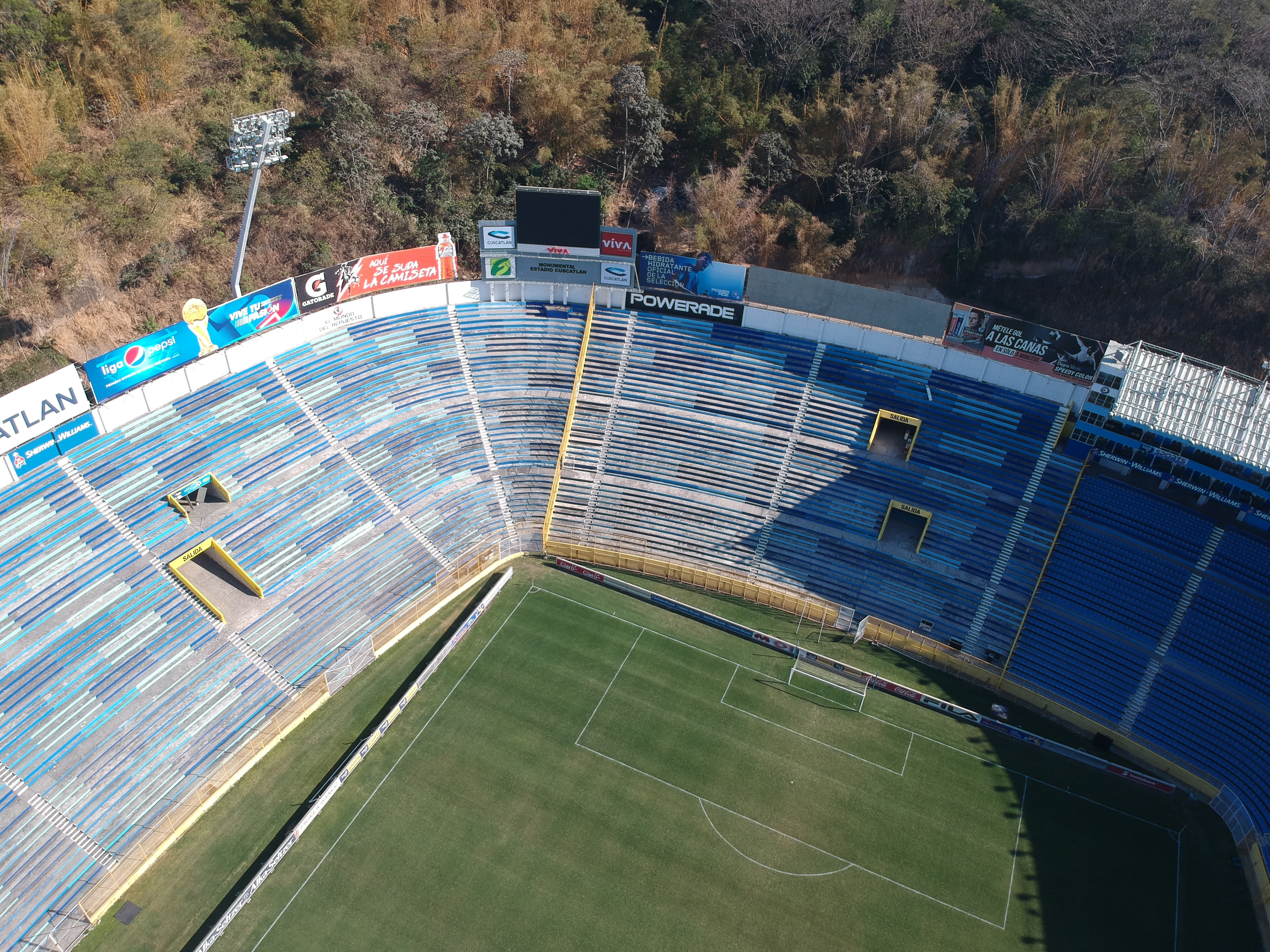
Écran géant de 100 mètres carrés situé sur le côté sud.

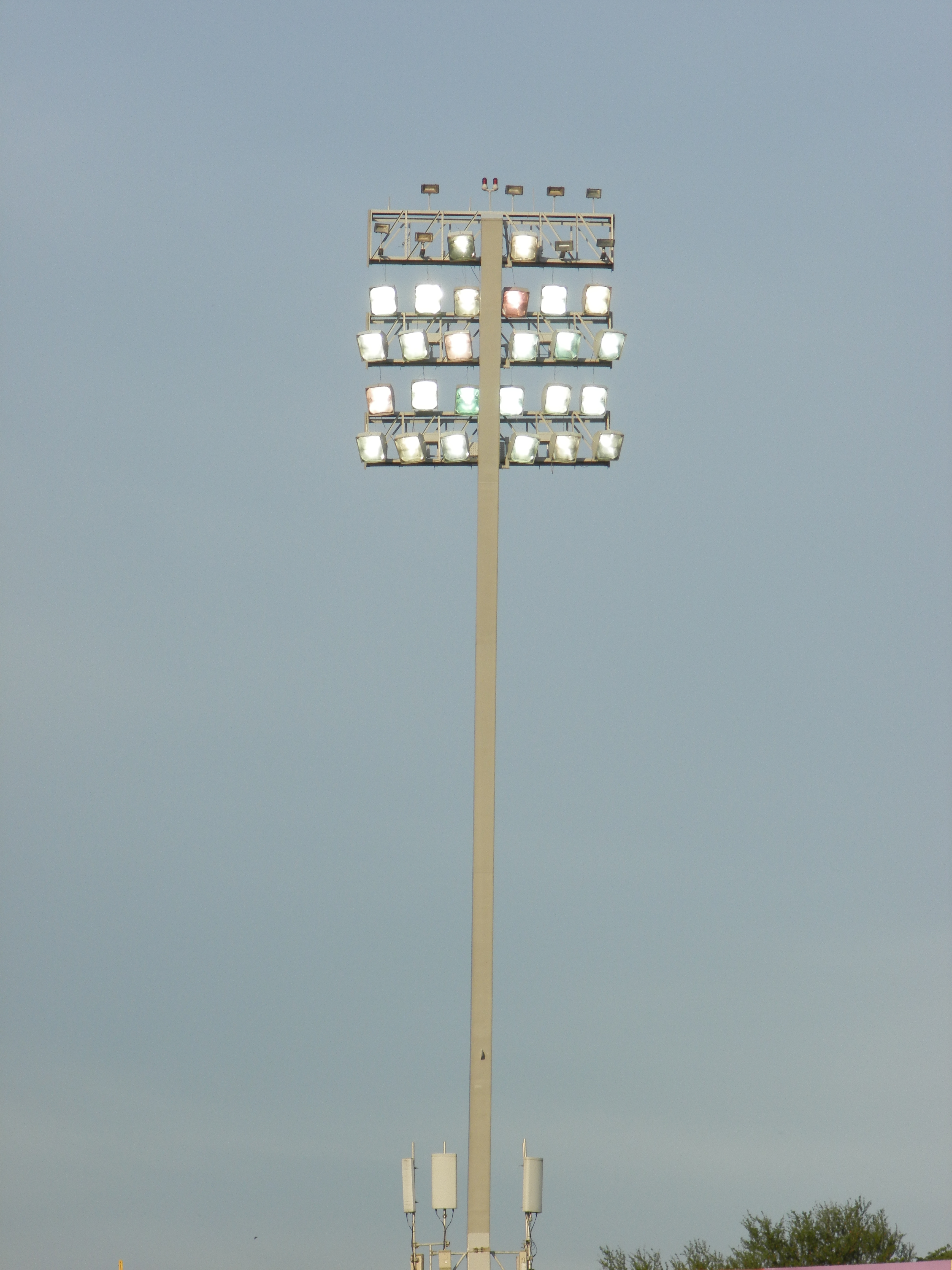
Vue d'un des projecteurs du stade.

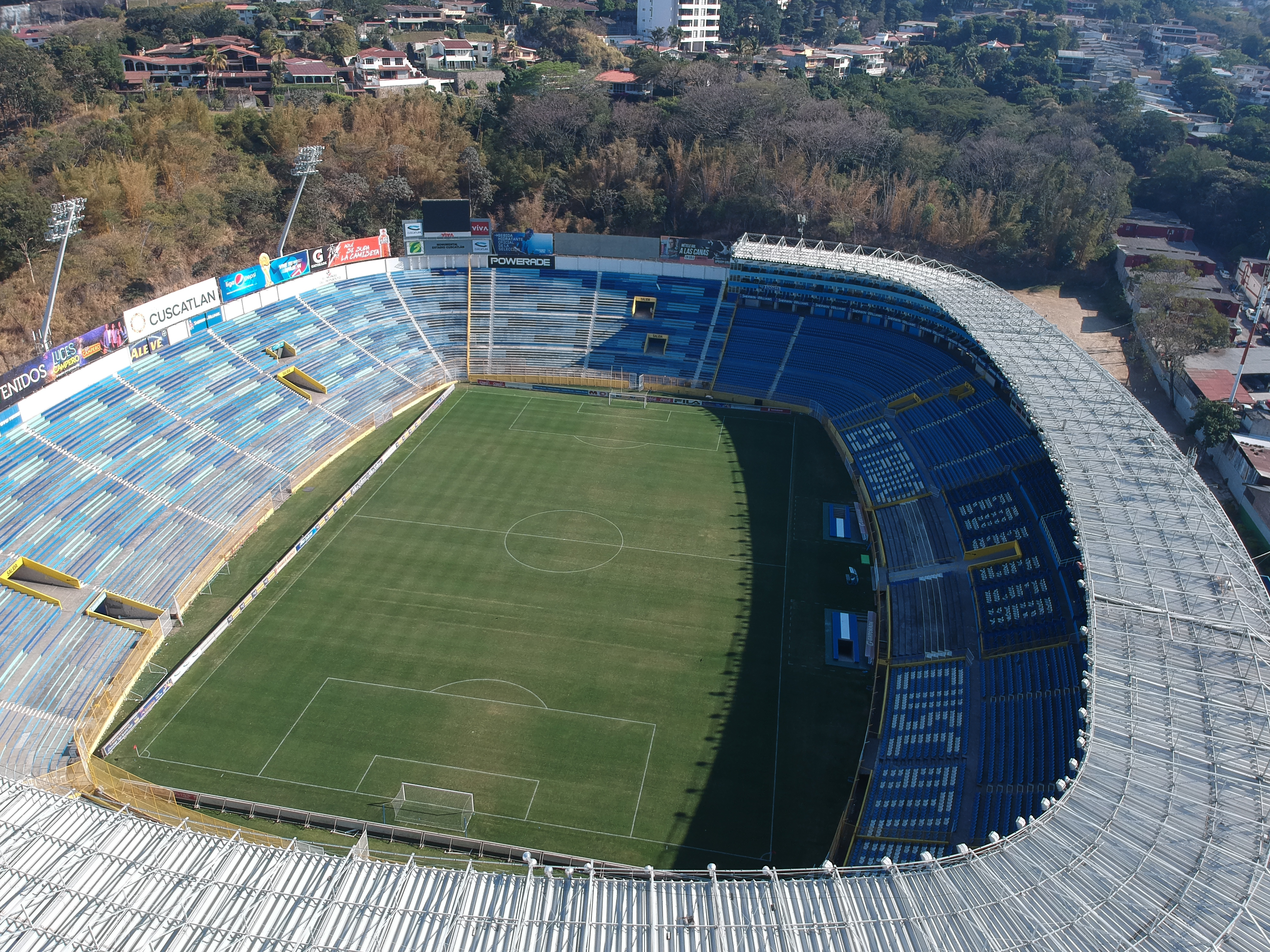
Stade Cuscatlan vu du haut

L'Estadio Monumental Cuscatlan dispose des tribunes suivantes :
| Nom                  | Couleur     | FIFA   | EDESSA |
| -------------------- | ----------- | ------ | ------ |
| Platea               | Bleu ciel   | 2 013  | 3 000  |
| Tribuna Norte        | Tabac       | 1 672  | 2 500  |
| Tribuna Sur          | Bleu marine | 1 709  | 2 500  |
| Sombra Norte         | Vert        | 4 900  | 5 000  |
| Sombra Sur           | Jaune       | 2 500  | 4 000  |
| Sol Preferente Norte | Noir        | 4 220  | 5 200  |
| Sol Preferente Sur   | Orange      | 6 044  | 7 800  |
| Sol General          | Vermillon   | 16 812 | 18 000 |
| Palcos               | Blanc       | 3 400  | 3 400  |
| Extras               | Muros       | 2 000  | 2 000  |
|                      | TOTAL       | 45 370 | 53 400 |